# Kotetsu Yamamoto
Kotetsu Yamamoto  (山本 小鉄?, Yamamoto Kotetsu), pseudonimo di Masaru Yamamoto (山本 勝?, Yamamoto Masaru; Yokohama, 30 ottobre 1941 – Karuizawa, 28 agosto 2010), è stato un wrestler giapponese. Toyonobori lo ha denominato Kotetsu dopo Aizu-no-Kotetsu (会津小鉄?), un cavaliere errante del XIX secolo.

## Biografia
Dopo la laurea al liceo, fu addestrato come body builder in un locale YMCA mentre lavorava per un produttore di acciaio. Nel 1963, entrò nella Japan Pro-Wrestling Association per diventare l'ultimo deshi di Rikidōzan. Il 19 luglio debuttò un match contro Motoyuki Kitazawa. Dopo la morte del maestro Rikidōzan, divenne un tsukibito per Antonio Inoki.
Nel gennaio 1967, insieme a Kantarō Hoshino, fu inviato negli Stati Uniti per acquisire esperienze. Ritornò in Giappone nel corso dello stesso anno. Il 2 maggio 1969, sconfisse Gorilla Monsoon per schienamento in meno di cinque minuti, ed è conosciuto come uno dei più grandi sconvolgimenti nella storia del puroresu.
Quando Inoki venne espulso dal JWA nel dicembre 1971, lo seguì e lo aiutò ad avviare la New Japan Pro-Wrestling. Divenne booker e allenatore per la nuova promozione, e addestrò molte future leggende tra cui Yoshiaki Fujiwara, Satoru Sayama e Akira Maeda. Insieme a Inoki e Karl Gotch, è detto per essere responsabile dei fondamentali di "stile forte" di New Japan.
Fu anche quello che si avvicinò con l'idea di usare un leone per il logo dell'azienda di New Japan.
Dopo il ritiro del 4 aprile 1980, continuò a servire come arbitro, allenatore e commentatore di colore per il programma televisivo settimanale di New Japan su TV Asahi.
Scomparve a causa di una encefalopatia ipossica durante un viaggio con la famiglia a Karuizawa, nella prefettura di Nagano, il 28 agosto 2010, all'età di 68 anni.